# Hagere Maryam
Hagere Maryam är en ort i Etiopien.   Den ligger i regionen Oromia, i den södra delen av landet, 400 km söder om huvudstaden Addis Abeba. Hagere Maryam ligger 1 883 meter över havet och antalet invånare är 22 105.
Terrängen runt Hagere Maryam är kuperad åt sydost, men åt nordväst är den platt. Runt Hagere Maryam är det ganska tätbefolkat, med 86 invånare per kvadratkilometer. Det finns inga andra samhällen i närheten. Omgivningarna runt Hagere Maryam är en mosaik av jordbruksmark och naturlig växtlighet.